# Erdélyi Magyar Néppárt
Az Erdélyi Magyar Néppárt (röviden EMNP, románul: Partidul Popular Maghiar din Transilvania) egy jobboldali, autonomista és keresztény-konzervatív elveket valló romániai magyar párt. Fő értékeinek a szabadságot, a családot, az erdélyiséget, a nemzetet és a kereszténység morális értékeire alapozó demokráciát tekinti.
2022. november 1-jén Erdélyi Magyar Szövetség néven egyesült a Magyar Polgári Párttal.

## Politikai irányvonala
Az EMNP modern, európai néppárt. Határozottan Erdély-központú, munkaalapú és felelősségteljes politikát akar gyakorolni. Célja, hogy szervezettségben és mozgósító-erőben is kitűnjön, teret biztosítana a fiataloknak, rendszeresen megtartott képzéseken keresztül hasznosítható tudást akar nyújtani a politikusaiknak.
Az EMNP támogatja Nagy-Erdély (azaz Belső-Erdély és Külső-Erdély) kantonizálását Svájc mintájára, a román államon belül.
Politikai irányvonalát az európai jobbközép pártok családján belül alakítja, elődjének pedig a két világháború közötti Országos Magyar Pártot tekinti. Alapoz a magyar politika azon konzervatív és szabadelvű hagyományaira, amelyek Kemény Zsigmond, Deák Ferenc, Tisza István és Bethlen István, továbbá Jakabffy Elemér és Kós Károly politikai gondolkodásában megjelentek.
Mottója: „Dolgozni kell, ha élni akarunk, és akarunk élni, tehát dolgozni fogunk.” (Kós Károly)

## Bejegyzése
Az erdélyi magyarság saját szülőföldjén való boldogulásáért küzdő EMNP bejegyzéséről az Erdélyi Magyar Nemzeti Tanács 2010. december 4-i, székelyudvarhelyi országos küldöttgyűlése döntött. A pártbejegyzésért aláírásokat gyűjtő önkéntesek Európa egyik legkirekesztőbb párttörvényének tettek eleget, és a román hatóságok által gördített akadályokkal is sikeresen gyürkőztek meg. A Bukaresti Táblabíróság 2011. szeptember 15-én hagyta jóvá az EMNP bejegyzési kérelmét. A párt első Országos Küldöttgyűlését 2012. február 25-én Csíkszeredában tartották, ahol elfogadták alapszabályzatát és politikai programját.

## A párt céljai
A pártot az autonómiáért és az erdélyi magyarok érdekeinek képviseletéért hozták létre. Arra törekednek, hogy minden romániai magyar közéleti szervezettel – RMDSZ, MPP, SZNT – megtalálják a közös hangot.
Vélekedésük, hogy Bukarestből nem lehet dönteni a helyi közösségek sorsát érintő igazán fontos kérdésekben. A Néppárt Erdélybe, helyi szintekre akarja áthelyezni a döntéshozatal súlypontját, így segítve elő az autonómiaformák kialakulását is. A helyi képviselet, az Erdély-szintű politizálás elkötelezettjei.

## A párt elnökei
| Név                | hivatal kezdete | hivatal vége |
| ------------------ | --------------- | ------------ |
| Toró T. Tibor      | 2011            | 2015         |
| Szilágyi Zsolt     | 2015            | 2019         |
| Csomortányi István | 2019            | 2022         |

Az EMNP Országos Küldöttgyűlése által megválasztott elnöksége: Toró T. Tibor elnök, Gergely Balázs, Papp Előd, Szilágyi Zsolt és Zatykó Gyula alelnökök.

## Választási eredmények
| Választások | Képviselőház     | Képviselőház      | Képviselőház     | Képviselőház      | Szenátus         | Szenátus          | Szenátus         | Szenátus          | Parlamenti szerepe |
| Választások | Szavazatok száma | Szavazatok aránya | Mandátumok száma | Mandátumok aránya | Szavazatok száma | Szavazatok aránya | Mandátumok száma | Mandátumok aránya | Parlamenti szerepe |
| ----------- | ---------------- | ----------------- | ---------------- | ----------------- | ---------------- | ----------------- | ---------------- | ----------------- | ------------------ |
| 2012-es     | 47 955           | 0,64%             | –                | –                 | 58 765           | 0,79%             | –                | –                 | nem jutott be      |
| 2016-os     | nem indult       | nem indult        | nem indult       | nem indult        | nem indult       | nem indult        | nem indult       | nem indult        | nem indult         |

## Külső hivatkozások
- Hivatalos honlap